# Latinoamérica (dal)
A Latinoamérica (Latin-Amerika) a Puerto Ricó-i Calle 13 együttes Entren los que quieran című albumának egyik dala. Ez a szócikk erről a dalról és hozzá készült videóklipről szól.
A dal 2011 közepén jelent meg, a hivatalos videóklipet pedig szeptember 27-én mutatták be, miközben az együttes mexikói egyetemi hallgatókkal vett részt egy találkozón.

## Keletkezés
A Calle 13 tagjai turistaként és koncertkörutakon korábban már többször jártak Latin-Amerika különböző országaiban, például Kolumbiában, vagy amikor a kubai Orishas együttessel közösen vették fel a Pal' Norte dal videóklipjét. A Latinoamérica videováltozatának az elkészítésével a perui Patria Producciones céget bízták meg, amelynek tulajdonosai Jorge Carmona és Milovan Radovic. Az ország különböző helyein forgattak: Chinchában, Cuzcóban, Iquitosban, Piurában, Punóban és a fővárosban, Limában. Érdemes megemlíteni, hogy a dalban szereplő egyik dalszerző énekesnő, Susana Baca, aki nem mellesleg egy ideig Peru kulturális minisztere is volt, 2011-ben ezzel a CD-vel nyerte élete második Latin Grammy-díját az Év legjobb lemeze kategóriában, megosztva a felvételen szereplő másik két énekesnővel, a brazíliai Maria Ritával és a kolumbiai Totó la Momposinával. A Calle 13 és Rafael Arcaute társszerző ugyanezen a díjkiosztón ezért a számért az Év dala elismerésben részesült.
Az együttes tagjai elmondták, hogy dalukat Mercedes Sosa, más néven Fekete Sosa ihlette, és hozzáfűzték még: „ez pályafutásunk legfontosabb dala”.
A dalban a már említett három énekesnő közül a brazíliai Maria Rita portugálul énekel, a mű ezzel is azt szeretné kifejezni, hogy egész Latin-Amerikáról szól. Különböző hangszereken közreműködik még Gustavo Santaolalla producer is.

## A dalszöveg
Az együttes szólóénekese, René Pérez Joglar a dalban végig egyes szám első személyben szól, mint Latin-Amerika hangja. A dal első két sora meglehetősen keserű: egyszerre utal arra, hogy a konkvisztádorok kifosztották a kontinenst, és arra is, hogy a latin-amerikai államok függetlenné válása óta számos országban az egymást követő katonai junták illetve kormányok máig sem váltották be a népnek tett ígéreteiket.
| (spanyolul) «Soy, Soy lo que dejaron, Soy toda la sobra de lo que se robaron. » | (magyarul)„Én, Én, kit magára hagytak, Vagyok a maradéka annak, mit elraboltak. ” |
| – Calle 13                                                                      |                                                                                   |

Ám ahogy a dal halad előre, úgy válik benne egyre erősebbé az öntudat és a büszkeség hangja. A vers minden egyes sora szorosan kötődik a latin-amerikai valósághoz; földeken dolgozó parasztokról, gyári munkásokról és hazaszeretetről szól. Gyönyörű metaforákban jelenik meg a változatos latin-amerikai táj szépsége a részegítő sivatagoktól a hófödte vulkanikus hegycsúcsokig. Minden sor asszociációk láncolatát indítja el a földrész történelmét és kultúráját ismerő hallgatóban. Szó szerint elhangzik a dalban a Nobel-díjas kolumbiai író, Gabriel García Márquez egyik legismertebb művének, a Szerelem a kolera idején (El amor en los tiempos del cólera) regénynek a címe, továbbá közvetlenül utal a szintén Nobel-díjas chilei költő, Pablo Neruda egyik legismertebb versére, a XX. poémára. A dalban nyílt utalások vannak a közelmúlt gyakran emberáldozatokkal járó eseményeire is, megemlíti a nyomtalanul eltűnteket és az ezzel szoros összefüggésben álló Kondor-hadműveletet.

### A refrén
Az egyes versszakok után visszatérő refrént felváltva énekli a három énekesnő spanyolul, illetve egy alkalommal portugálul. Érdekes, hogy miközben a versszakokban szinte kizárólag a latin-amerikai büszkeség és hazaszeretet jelenik meg, addig a női énekesek azokról az egyetemes emberi jogokról és környezeti értékekről szólnak, amelyeknek kisajátításához senkinek sincs joga.
| (spanyolul) «Tú no puedes comprar al viento. Tú no puedes comprar al sol. Tú no puedes comprar la lluvia. Tú no puedes comprar el calor. Tú no puedes comprar las nubes. Tú no puedes comprar los colores. Tú no puedes comprar mi alegría. Tú no puedes comprar mis dolores. » | (magyarul)„Nem veheted meg a szelet. Nem veheted meg a napfényt. Nem veheted meg az esőt. Nem veheted meg a meleget. Nem veheted meg a fellegeket. Nem veheted meg a színeket. Nem veheted meg örömömet. Nem veheted meg fájdalmamat. ” |
| – Calle 13 | |

Calle 13 – Latinoamérica – Filmkocka a videóklipből

Majd a dal végén a legutolsó refrén után:
| (spanyolul) «NO PUEDES COMPRAR MI VIDA. » | (magyarul)„NEM VEHETED MEG AZ ÉLETEM. ” |
| – Calle 13                                |                                         |

## A videóklip
A videóklip a Sin mapa (Térkép nélkül) című dokumentumfilm egyfajta folytatása, amelyet az együttes korábban készített a latin-amerikai emberek mindennapjairól.
A videóklip azzal kezdődik, hogy valahol az Andokban egy kis helyi rádióállomás műsorvezetője kecsua nyelven bemutatja az együttest. Közben az együttes két tagját, René Pérezt és Eduardo Cabrát látjuk, ahogy a poros hegyi úton közelednek a rádióállomás felé. A műsorvezető elébük megy és a lépcsőn köszönti őket, bevezeti őket a stúdióba, majd felkonferálja a dalt, amit René kecsuául köszön meg, és énekelni kezd.
A videóklipben háromféle filmes technikát alkalmaznak: hagyományos módon készült rövid filmbevágásokat, egy hatalmas méretű graffiti rajzolását gyorsított felvételen és animációs részeket.
A klip elején egy hatalmas dobogó szívet látunk, mintha maga a dél-amerikai kontinens lüktetne az ütősök 6/8-os szinkópás alapritmusára. A szív mint jelkép a videóban többször is visszatér. A versszakokat egyszerű, hétköznapi emberekről készült rövid filmfelvételek kísérik, ezek javarészt olyan filmrészletek, amelyek a Sin mapa forgatása közben készültek, de nem kerültek bele a kész dokumentumfilmbe. Figyelemre méltó, hogy bár a dalszöveg és a videóklip ugyanarról szól, a képek nem egyszerű illusztrációi az egyes verssoroknak. A filmben feltűnik például egy anya és egy férfi, kezükben elveszett hozzátartozóik fényképével, és a dalszövegben is elhangzik a már említett Kondor-hadműveletre utaló sor, ám még itt is van néhány másodperces eltérés a kép és a szöveg között. Valószínű, hogy ez az „aszinkron” vágási technika tudatos a rendező részéről, ezzel is kerülni akarta a dokumentumfilmekben szokásos szöveg–vágókép közhelyeket.
Az ismétlődő refrén során felváltva látjuk a közreműködő énekesnőket és egy fehér falkerítésen egy nagy méretű graffiti festését lépésről lépésre. Miközben a graffitit rajzolják, a képbe pénzérméket illetve bankjegyeket nyújtó kezek tolakodnak be, ezzel is aláhúzva a refrén mondandóját: „nem veheted meg".
A videóklip vége felé egy újabb, szimbolikus jelentésű animációs szakasz látható: egy szív alakú avokádómagot ültetnek a földbe, ami először csecsemővé alakul, majd hatalmas fa nő ki belőle.

## Fogadtatás
A bemutató után a videóklip három napon belül elérte a milliós nézettséget, egy hét múlva pedig már két és félmillióan tekintették meg. Nagyon népszerűvé vált a közösségi hálókon és a Billboard világlistáján a harmadik helyig jutott. 2017 júniusában a videóklip nézettsége már közel járt a 80 millióhoz.
Tízszer nevezték Latin Grammy-díjra, többek között  Az év dala, Az év felvétele, az Entren los que quieran album részeként pedig Az év albuma és A legjobb urban zenei album kategóriában. Ez volt az év legtöbb nevezést kapott albuma illetve dala és a kategóriák legtöbbjében nyert is. A dalt a 2011-es Latin Grammy-díj átadásakor a Venezuelai Szimfonikus Zenekar kíséretében adták elő.

## Koncertelőadások
A Calle 13 fellépésein rendszeresen játssza a számot, a női szólamot ezeken az előadásokon Ileana Cabra Joglar énekli. René, aki a koncerteken az egyes számok között gyakran beszél társadalmi és politikai kérdésekről, rendszerint ez előtt a dal előtt szokta elmondani, mennyire fontosnak tartja Latin-Amerika jövője szempontjából az ifjúság oktatását.
2011. február 23-án Chilében a Viña del Mar-i Fesztiválon a történelmi Inti Illimani együttessel együtt adták elő a dalt, a produkcióban Ileana Cabra Joglar mellett fellépett Camila Moreno dalszerző énekesnő is.
2011. november 29-én a CELAC caracasi csúcstalálkozója alkalmából rendezett ünnepségsorozat keretében Venezuela nemzetközi repülőterén adták elő a dalt a Venezuelai Ifjúsági Zenekar kíséretében.

## A dal politikai hatása
A dalt többször is felhasználták különböző politikai megmozdulásokon.
Elhangzott a 2011 őszén kezdődött chilei diákmegmozdulásokon, ahol idézték René Pérez szavait is az ingyenes oktatás fontosságáról.
2012 decemberében Uruguay Florida nevű városában több ezer munkás tiltakozott két üzem bezárása miatt. A tüntetés alatt egy autó körözött a város utcáin ezt a dalt sugározva, amit a tiltakozók ütemes tapsa és éneke kísért. A felvonulást a dalszöveg első két sorának hangoztatásával nyitották meg: Soy, soy lo que dejaron, soy toda la sobra de lo que se robaron.

## Fordítás
- Ez a szócikk részben vagy egészben  a   Latinoamérica (canción de Calle 13) című spanyol Wikipédia-szócikk ezen változatának fordításán alapul.  Az eredeti cikk szerkesztőit annak laptörténete sorolja fel. Ez a jelzés csupán a megfogalmazás eredetét és a szerzői jogokat jelzi, nem szolgál a cikkben szereplő információk forrásmegjelöléseként.